# Europamästerskapen i orientering 1964
Europamästerskapen i orientering 1964 avgjordes den 26 och 27 september 1964 i Le Brassus i Schweiz.

## Medaljörer

### Damer

#### Individuellt
1. Margrit Thommen,  Schweiz, 1.07.59
2. Ann-Marie Wallsten,  Sverige, 1.11.55
3. Ulla Lindkvist,  Sverige, 1.13.11

#### Stafett
1. Sverige (Ann-Marie Wallsten, Eivor Steen-Olsson, Ulla Lindkvist), 3.12.43
2. Schweiz (Käthi von Salis, Marlies Saxer, Margrit Thommen), 3.53.23
3. Danmark (Ellen Berg, Bodil Jakobsen, Karin Ågesen), 4.03.30

### Herrar

#### Individuellt
1. Erkki Kohvakka,  Finland, 1.42.09
2. Alex Schwager,  Schweiz, 1.44.04
3. Aimo Tepsell,  Finland, 1.46.33

#### Stafett
1. Finland (Juhani Salmenkylä, Rolf Koskinen, Aimo Tepsell, Erkki Kohvakka, 3.50.42
2. Norge (Ola Skarholt, Per Kristiansen, Magne Lystad, Stig Berge), 3.58.44
3. Sverige (Sven-Olof Åsberg, Sven Gustavsson, Bertil Norman, Pontus Carlson), 4.08.51

### Webbkällor
- ”European Orienteering Championship senior, statistics 1962-1964, 2000-” (på norska). Norska Orienteringsförbundet. Arkiverad från originalet den 23 augusti 2011. https://web.archive.org/web/20110823153924/http://old.orientering.no/resultater/emres.asp. Läst 29 september 2012.